# Bryson Williams
Bryson Najee Williams (Fresno, California; 25 de abril de 1998) es un baloncestista estadounidense que pertenece a la plantilla del Petkim Spor de la BSL turca. Con 2,03 metros de estatura, juega en la posición de ala-pívot.

## Trayectoria deportiva

### Universidad
Jugó dos temporadas con los Bulldogs de la Universidad Estatal de California, Fresno, en las que promedió 10,7 puntos y 5,2 rebotes por partido. En 2018 fue incluido por los entrenadores en el tercer mejor quinteto de la Mountain West Conference.
Para su temporada junior fue transferido a los Miners de la Universidad de Texas en El Paso, siguiendo al entrenador Rodney Terry. Tuvo que pasar un año en blanco debido a la normativa de transferencias de la NCAA, que aprovechó para trabajar en su tiro. Allí jugó otras dos temporadas, promediando 16,7 puntos y 7,3 rebotes por partido, siendo incluido en el mejor quinteto de la Conference USA en 2020 y en el tercero la temporada siguiente.
Optó por utilizar un año adicional de elegibilidad, otorgado debido a la pandemia de COVID-19, siendo transferido a los a Red Raiders de la Universidad Tecnológica de Texas. Promedió 14,1 puntos y 4,2 rebotes por partido, siendo incluido por los entrenadores en el mejor quinteto de la Big 12 Conference.

#### Estadísticas
| Año     | Equipo       | PJ       | PT       | MPP      | %TC      | %3P      | %TL      | RPP      | APP      | ROB      | TPP      | PPP      |
| ------- | ------------ | -------- | -------- | -------- | -------- | -------- | -------- | -------- | -------- | -------- | -------- | -------- |
| 2016–17 | Fresno State | 33       | 26       | 17.2     | .603     | –        | .652     | 4.4      | .2       | .4       | .6       | 7.7      |
| 2017–18 | Fresno State | 32       | 32       | 28.6     | .596     | .250     | .602     | 6.1      | 1.2      | .5       | .7       | 13.8     |
| 2018–19 | UTEP         | Redshirt | Redshirt | Redshirt | Redshirt | Redshirt | Redshirt | Redshirt | Redshirt | Redshirt | Redshirt | Redshirt |
| 2019–20 | UTEP         | 32       | 32       | 31.8     | .499     | .356     | .811     | 7.2      | .9       | .9       | .9       | 17.8     |
| 2020–21 | UTEP         | 24       | 24       | 31.4     | .481     | .279     | .836     | 7.4      | .9       | .6       | .5       | 15.1     |
| 2021–22 | Texas Tech   | 37       | 37       | 25.6     | .535     | .417     | .755     | 4.2      | 1.1      | .5       | .4       | 14.1     |
| Total   | Total        | 158      | 151      | 26.6     | .569     | .357     | .740     | 5.7      | .8       | .6       | .6       | 13.6     |

### Profesional
Tras no ser elegido en el Draft de la NBA de 2022, el 14 de octubre firmó contrato con Los Angeles Clippers, pero fue despedido al día siguiente, pasando a incorporarse a su filial en la G League, los Ontario Clippers. Allí jugó una temporada en la que promedió 7,8 puntos y 4,6 rebotes por partido.
El 2 de mayo de 2023 firmó contrato con JL Bourg de la LNB Pro A francesa, donde acabó la temporada promediando 9,9 puntos y 3,6 rebotes por encuentro.
El 2 de octubre de 2023 firmó nuevamente con Los Angeles Clippers, pero fue despedido el 20 de octubre. Diez días después, se reincorporó a los Ontario Clippers. Jugó una temporada en la que promedió 10,5 puntos y 6,3 rebotes.
El 28 de marzo de 2024 firmó con Bnei Herzliya de la Ligat ha’Al de Israel. Jugó 10 partidos para el equipo, promediando 17,1 puntos (sexto en la liga), 7,6 rebotes (cuarto) y 1,0 tapones (octavo) por partido.
El 1 de mayo de 2024 firmó con los Saskatchewan Rattlers de la Canadian Elite Basketball League. Jugó solo seis partidos, promediando 16,8 puntos y 9,7 rebotes por partido.
El 7 de agosto de 2024 firmó con el Petkim Spor de la Basketbol Süper Ligi turca.